# Prosopocoilus serricornis viossati
Prosopocoilus serricornis viossati es una especie de coleóptero de la familia Lucanidae.

## Distribución geográfica
Habita en Comoras.